# FukUMean
FukUMean (censurato come UMean) è un singolo del rapper statunitense Gunna, pubblicato l'11 luglio 2023 come secondo estratto dal quarto album in studio A Gift & a Curse.

## Video musicale
Il video musicale è stato reso disponibile il 5 luglio 2023 attraverso il canale YouTube dell'artista. È stato candidato per l'MTV Video Music Award al miglior video hip-hop.

## Tracce
Testi e musiche di Sergio Giavanni Kitchens, Florian Onganga e Lucas DiFabbio.
1. FukUMean – 2:05
2. FukUMean (Sped Up Version) – 1:40
3. FukUMean (Chopped 'n Screwed) – 2:35
4. FukUMean (Reversed) – 2:05
5. FukUMean (Instrumental) – 2:05

## Classifiche

### Classifiche settimanali
| Classifica (2023)   | Posizione massima |
| ------------------- | ----------------- |
| Australia           | 7                 |
| Austria             | 18                |
| Canada              | 3                 |
| Danimarca           | 31                |
| Emirati Arabi Uniti | 14                |
| Finlandia           | 41                |
| Francia             | 85                |
| Germania            | 17                |
| Grecia              | 4                 |
| Irlanda             | 9                 |
| Islanda             | 13                |
| Israele             | 55                |
| Lettonia            | 1                 |
| Libano              | 8                 |
| Lituania            | 8                 |
| Lussemburgo         | 5                 |
| Medio Oriente       | 9                 |
| Norvegia            | 29                |
| Nuova Zelanda       | 3                 |
| Paesi Bassi         | 48                |
| Polonia             | 39                |
| Portogallo          | 41                |
| Regno Unito         | 7                 |
| Repubblica Ceca     | 34                |
| Slovacchia          | 10                |
| Stati Uniti         | 4                 |
| Sudafrica           | 4                 |
| Svezia              | 49                |
| Svizzera            | 11                |
| Ungheria            | 35                |

### Classifiche di fine anno
| Classifica (2023) | Posizione |
| ----------------- | --------- |
| Australia         | 77        |
| Austria           | 68        |
| Canada            | 24        |
| Germania          | 84        |
| Regno Unito       | 79        |
| Stati Uniti       | 31        |
| Svizzera          | 60        |
| Ungheria          | 72        |
| Classifica (2024) | Posizione |
| Canada            | 96        |
| Stati Uniti       | 85        |

## Date di pubblicazione
| Paese                 | Data           | Formato                      | Etichetta | Nota   |
| --------------------- | -------------- | ---------------------------- | --------- | ------ |
| Stati Uniti d'America | 11 luglio 2023 | Rhythmic contemporary        | YSL, 300  | [ 17 ] |
| Mondo                 | 21 luglio 2023 | Download digitale, streaming | YSL, 300  | [ 45 ] |